# Vossenholen
Vossenholen is een landgoed van 22 ha dat in bezit is van de Marggraff Stichting. Het is gelegen ten zuidoosten van Gemonde en het is sinds 2005 opengesteld voor het publiek.
Het gebied bestaat voornamelijk uit weilanden, afgewisseld met populierenbosjes. Vanuit Gemonde is er een gemarkeerde wandeling naar en door het gebied uitgezet, een zogenoemd Meierijs ommetje. Naar het zuiden toe sluit het gebied aan op het landgoed Gasthuiskamp.